# Lebon Régis
Lebon Régis é um município brasileiro pertencente ao estado de Santa Catarina.

## Geografia
Localiza-se a uma latitude 26º55'44" sul e a uma longitude 50º41'43" oeste, estando a uma altitude de 980 metros. Sua população é estimada em 12 331 habitantes.
Possui uma área de 990,74 km².

## História
Por volta de 1895, chegavam aos campos e matas do município os primeiros moradores  vindos de várias comunidades catarinenses e paranaenses. Entre os pioneiros ou primeiros habitantes da terra  destacavam-se Francisco de Souza, Nicolau Spautz, Miguel Spautz, Joaquim Pereira, Artur Barth e Alfredo de Almeida Mello.
A história do município de Lebon Régis está ligada às primeiras fazendas  localizadas na serra da Esperança, introduzidas pelos desbravadores paulistas, após a conquista dos campos de Curitibanos, do Corisco e de São João. Já no século passado, as sesmarias possibilitaram a formação de alguns núcleos  por causa do isolamento da região, foram pouco desenvolvidos. Durante a Guerra do Contestado, Lebon Régis foi palco de diversas batalhas entre jagunços e soldados, tendo em um desses conflitos, o maior número de baixas em um combate durante toda a guerra, na localidade de Santa Maria, interior do município.
Em 1903, na parte norte foi criado o distrito de São Sebastião da Boa Vista. Em 1938, o distrito foi elevado a vila com o nome de Caraguatá e em 1950, passou a ser chamado de São Sebastião do Sul. Ao mesmo tempo, na parte sul, na região conhecida pelos antigos como Trombudo, formou-se outro núcleo que levou os nomes de Salto do Rio dos Patos, Fazenda do Salto e de depois como Santo Antônio do Trombudo. Foi um núcleo mais  fácil de progredir pois era um local de passagem de tropeiros que faziam o caminho Curitibanos – Caçador. 
O  arraial de Santo Antônio do Trombudo tornou-se distrito em 1934. Em julho do mesmo ano passou-se a chamar de Lebon Régis. Em 1938, o distrito de Lebon Régis passou a categoria de vila. Esta vila foi desenvolvendo-se e a população aumentou, chamando a atenção do governo, que em 19 de dezembro de 1958 juntou os distritos de São Sebastião do Sul e Lebon Régis, criando o município de Lebon Régis. Em janeiro de 1959, o então governador Irineu Bornhausen instalou o município de Lebon Régis. O nome do município foi uma homenagem ao general catarinense Gustavo Lebon Régis, que por ocasião da Campanha do Contestado  entre 1912 e 1916, era secretário geral do Estado de Santa Catarina e traçou o primeiro ataque a Taquaruçu, um dos maiores redutos dos jagunços.
O território que hoje forma o município foi cenário de lutas e combates sangrentos  conflitos entre os caboclos e as forças militares. Muitas foram as consequências da campanha e as pessoas idosas ainda hoje aos seus descendentes narram, as aventuras e peripécias dos monges João Maria, José Maria e do comandante Adeodato.
Com a instalação do município em 1959, assumiu provisoriamente a prefeitura  Antônio Granemann de Souza. O município a partir da emancipação, passou por uma fase de franco progresso, abrigando indústrias madeireiras, fábricas de crina vegetal, desenvolvimento agropecuário, acelerando o conforto e o bem estar social que a cidade precisava .

## Símbolos
Brasão
Escudo-Chamado Ibérico, com sua ponta formada por um semicírculo, de uso em Portugal, mormente à época do descobrimento e da Colonização do Brasil, na opinião de nossos heraldistas é o melhor indicado para as nossas cidade. Na heráldica brasileira, ele evoca a origem de nossa raça, para cuja formação contribuiu o português como elemento étnico primordial.
Coroal Mural
Com quatro torres abertas, que é o emblema privativo e consagrado das municipalidades e de sua autonomia administrativa.
Divisa
“LEBON RÉGIS” em listel vermelho.
Data
19 de dezembro de 1958, representa a data de emancipação política do município.
Pés de Pinheiro e Butiá
Representa uma das principais economias do município, bem como a extração de madeira e a industrialização do butiá onde se aproveita a crina vegetal.
Perfil Estilizado de Cabeça de Porco e Boi-  Representa a  agropecuária do município que é bastante desenvolvida.
Cachos de Uva e Maçãs Estilizadas
Representa uma das fontes de renda no município cuja plantação encontra-se em fase de expansão.
Galhos estilizados de Soja
Representa uma nova cultura no município que tem seu papel importante para o desenvolvimento agrícola e futuro promissor para o homem do campo.

## Pontos turísticos
- Gruta Nossa Senhora de Lourdes
- Capitel Monge João Maria
- Gruta Nossa Senhora de Guadalupe
- Cachoeira Rio dos Patos
- Igreja Santo Antônio